# Taverny
Taverny är en kommun i departementet Val-d'Oise i regionen Île-de-France i norra Frankrike. Kommunen ligger i kantonen Taverny som tillhör arrondissementet Pontoise. År 2022 hade Taverny 27 065 invånare.

## Befolkningsutveckling
Antalet invånare i kommunen Taverny
| Referens: INSEE |